# Polmos Łańcut
Nhà máy chưng cất Polmos Łańcut là một trong những nhà sản xuất lâu đời nhất của các loại Rượu chưng cất và Rượu mùi ở Ba Lan. Polmos Łańcut chiếm khoảng mười phần trăm thị trường Ba Lan. Một lượng nhỏ sản phẩm đầu ra của nhà máy chưng cất được xuất đi Bỉ, Hà Lan, Pháp, Đảo Anh, Đức, Ý và Mỹ.

## Lịch sử
Nhà máy chưng cất ở Łańcut được sáng lập bởi Công tước Lubomirska tại phần đất đai rộng lớn của gia đình Lubomirski. Một tài liệu gốc chứng thực sự tồn tại của nhà máy chưng cất từ năm 1784 hiện vẫn được lưu giữ tại bảo tàng của nhà máy. Ban đầu, tại mảnh đất Łańcut sản xuất các loại Vodka thông thường, có vị hồi và ngọt.
Bá tước Alfred Wojciech Potocki, cháu trai và là người thừa kế của Công tước đã bắt đầu điều hành các khu vực Łańcut và Lwów Lubomirski vào năm 1823. Ông đã đổi mới việc quản lý các tài sản này, và cho lắp đặt các thiết bị chưng cất Schwartz. Việc sản xuất các dòng vodka cao cấp, rượu mùi, kem sữa và Ratafia (rượu) được bắt đầu, ngoài các dòng vodka thông thường và có vị hồi. Ông cho mở hai cửa hàng của công ty ở Lviv và Viên. Năm 1882, Alfred Józef Potocki đã tạo ra một mạng lưới các đại lý để thúc đẩy doanh số bán hàng ở Galicia và Đế quốc Áo-Hung. Các đoàn tàu của tuyến đường sắt Viên đi ngang thị trấn Łańcut thường dừng lâu hơn để cho phép hành khác mua các sản phẩm nổi tiếng của nhà máy chưng cất. Vào năm 1900, Nhà máy chưng cất của Bá tước Alfred đã giành được huy chương vàng tại Triển lãm thế giới ở Paris cho mảng sản phẩm của mình. Giai đoạn 1911–1912 Roman Potocki đã chuyển nhà máy đến một tòa nhà với trang thiết bị mới. Một số tòa nhà đã bị phá hủy khi Chiến tranh thế giới thứ nhất nổ ra. Các khó khăn đã được giải quyết bằng việc thành lập một công ty cổ phần vào năm 1917.
Năm 1924, Rượu độc quyền của Nhà nước đã được thành lập Warszawa. Nhờ vào đầu tư và cải tiến thiết bị, nhà máy chưng cất Łańcut đã tìm được cách giữ vị trí của mình trong số các công ty tốt nhất trong nước. Nhà máy đã tồn tại và hầu như còn nguyên vẹn sau khi Chiến tranh thế giới thứ hai bùng nổ, nhưng lại bị tàn phá năm 1944 khi quân đội Đức rút lui và các đơn vị của quân Nga tràn sang. Năm 1951, một doanh nghiệp nhà nước với tên gọi Łańcut Spirits Industries (tạm dịch: Công ty Rượu mạnh Łańcut) đã được thành lập từ Łańcut Spirits Stock Company (tạm dịch: Công ty Cổ phần Rượu mạnh Łańcut) và Count Alfred Potocki's Privileged Distillery of Liqueurs, Rosoglios and Rum in Łańcut (tạm dịch: Nhà máy chưng cất của Bá tước Alfred Potocki, Đặc quyền Rượu mùi, Rosoglios và Rum ở Łańcut). Vào năm 1969, nhà máy sản xuất mười lăm loại vodka khác nhau với khoảng 200,000 chai/ ngày.
Năm 1991, Polmos - Độc quyền Rượu mạnh Ba Lan giải thể. Nhà máy chưng cất trở thành một công ty nhà nước độc lập. Các dòng sản phẩm trước đây được duy trì: sáu nhãn hiệu gồm Wyborowa, Luksusowa, Extra Żytnia, Krakus, Polonaise, Jarzębiak, Soplica, Pieprzówka, Żubrówka, Wiśniówka và Ratafia (rượu) cũng như rượu mùi Polish Cherry và Cacao Choix. Sau đó, một loạt các sản phẩm riêng đã được bổ sung vào danh mục các nhãn hàng. Trong số những sản phẩm vodka Łańcut, các dòng Rosolio - sản phẩm của hãng Potocki cũ - đã được trình làng lại.

## Bảo tàng ngành công nghiệp sản xuất Vodka
Tại nhà máy chứng cất Łańcut có một bảo tàng nói về truyền thống và lịch sử ngành công nghiệp sản xuất Vodka ở Ba Lan. Bảo tàng này nằm ở một trang viên xây năm 1883, do Ludwik Boguchwalski thiết kế, nơi từng là trụ sở của ban quản lý bất động sản. Bảo tàng trưng bày các thiết bị chưng cất xưa cũ, máy móc cổ và các tài liệu, nhãn mác, chai lọ và ly nếm rượu trước đây.

## Các nhãn hàng
- Soplica
- Biała Dama
- Ck vodka
- Estate vodka
- Harnaś

Łańcut là một loại vodka nguyên chất do Polmos Łańcut sản xuất từ Hạt thóc chất lượng cao được tinh cất rượu và lọc nhiều lần. Theo nhà sản xuất thì loại vodka này có vị dịu và tinh tế và mùi thơm có được nhờ sử dụng các thành phần được thử nghiệm theo thời gian và quy trình chế biến cẩn thận. Rượu này có nồng độ cồn là 40%.
Năm 1995, rượu này đã đạt huy chương vàng tại Hội chợ Quốc tế POLAGRA ở Poznań; đồng thời cũng đã được xếp hạng 87 trong các điểm"Highly Recommended"(tạm dịch: Được đánh giá cao) và nhận được huy chương bạc của Viện Kiểm nghiệm Đồ uống Chicago.
- Polka
- Polonaise
- Pro Polonia
- Rosoglio
- Wisent